# Elisabeth Schwarzkopf
Elisabeth Schwarzkopf (n. 9 decembrie 1915, Jarocin, Prusia - d. 3 august 2006, Schruns, Austria) a fost o soprană germană de coloratură, cu cetățenie britanică.